# Číselník
Číselník je uspořádaný seznam entit (nejčastěji ve formě tabulky nebo katalogu), kde je pro konkrétní entitu přidělen jednoznačný kód.
V číselníku je množině daných předmětů, vlastností nebo vztahů vzájemně jednoznačně přiřazena množina jednoznačných identifikačních kódů. Ke zde uvedeným entitám jsou přiřazena čísla (zpravidla kladná čísla celá resp. přirozená čísla), nebo jsou entity označeny kombinacemi několika číslic (řetězcem číslic). Mohou však být označeny v rámci daného číselníku i jakoukoliv jinou unikátní (jednoznačnou) a jedinečnou kombinací číselných i nečíselných znaků.
V běžném životě se s číselníky lze setkat velmi často. Seznam poštovních směrovacích čísel patří mezi číselníky. Každý poštovní doručovací obvod má přidělenu unikátní pětimístnou číselnou kombinaci: poštovní směrovací číslo – zkráceně PSČ. Základní vlastností číselníků je, že se v čase mění málokdy.
Číselníkem v tomto smyslu může být vlastně i běžný kalendář, kde každému datu resp. dnu kombinací čísla roku (letopočtu), čísla měsíce v daném roce a čísla dne v měsíci daného roku můžeme přiřadit jednoznačný číselný kód (příklad: datum dne 28. října 1918 pak odpovídá jednoznačná kombinace číslic 19181028 nebo 28101918 apod.).

## Mezinárodní číselníky
Některé číselníky mají povahu čistě interní či privátní (obvykle se zde jedná o číselníky jednoúčelové – např. ceníky prací a služeb soukromých firem), jiné mohou mít platnost regionální, oborovou, národní, státní, kontinentální resp. nadnárodní, některé z nich mohou mít platnost i celosvětovou (obvykle se jedná o číselníky víceúčelové). Příkladem celosvětově platných číselníků je například seznam mezinárodních poznávacích značek států světa nebo číselník Mezinárodní klasifikace nemocí Světové zdravotnické organizace WHO (číselník diagnóz) nebo i celosvětově platné katalogy astronomických objektů atd. apod.
Podle použití se v praxi může jednat o číselníky úzce specializované respektive oborové (např. číselníky zdravotních výkonů VZP platné v ČR pro oblast veřejného zdravotního pojištění) nebo mezioborové (například číselník českých státních norem), případně číselník univerzální (kupř. seznam poštovních směrovacích čísel).

## Použití v informatice a výpočetní technice
Díky unikátnosti (jedinečnosti) přiděleného kódu se číselníky velmi dobře hodí pro použití v oblasti výpočetní techniky a počítačů. Zde se používají především v databázových systémech resp. relačních databázích, kde tyto číselníky mohou velmi snadno tvořit tzv. doménové relace pro ostatní nečíselníkové tabulky: jako jejich primární klíče.
Ve formě číselníku bývají často také referenční data, což jsou standardizované výčtové tabulky, seznamy přípustných hodnot, kterých mohou nabývat ostatní datové položky. Referenční data obvykle udržují normotvorné organizace, příkladem může být seznam zkratek zemí ISO 3166-1. Pojmy číselník a referenční data se používají jako synonyma.

## Využití číselníků
- a) evidenční a identifikační (univerzální oblast použití prakticky téměř ve všech oblastech lidského života)
- b) matematické a statistické (specifická oblast používání)